# Ogle, England
Ogle är en ort i civil parish Whalton, i grevskapet Northumberland i England. Orten är belägen 9 km från Morpeth. Ogle var en civil parish 1866–1955 när det uppgick i Whalton. Civil parish hade 122 invånare år 1951.